# Штаден, Генрих фон
Ге́нрих фон Шта́ден (Андрей Володимирович Штаден, нем. Heinrich von Staden; 1542, Ален, Мюнстерское княжество-епископство — не ранее 1580) — немецкий авантюрист, опричник русского царя Ивана Грозного. Автор нескольких сочинений, посвящённых Русскому царству и впервые опубликованных в 1917 году под общим заглавием «Записки о Московии».

## В Германии и Ливонии
Родился в 1542 году в бюргерской семье в городе Ален Мюнстерского княжества-епископства, ныне город входит в район Варендорф административного округа Мюнстер земли Северный Рейн-Вестфалия Федеративной Республики Германия.
Готовился стать священником, но во время учёбы в гимназии повздорил с одним из соучеников, нанеся ему удар шилом в руку. Опасаясь уголовного преследования, переехал к двоюродному брату в Любек, где работал над строительством городского вала.
Затем занимался той же работой в Риге, которой угрожали войска Ивана Грозного. Желая найти себе более выгодное дело, служил нескольким помещикам в разных областях Ливонии, в ходе войны уже распавшейся на части, без особого успеха занимался торговлей, в 1564 году под Вольмаром (в русских источниках — Владимир-Ливонский) ненадолго присоединился к польскому отряду, совершавшему набеги на занятый русскими войсками Юрьевский уезд. Не поделив добычу после одной вылазки, оказался в тюрьме, и, выйдя на свободу, принял решение перебраться в Русское царство.

## В России
Через Дерпт Штаден попал в Москву, где смог быстро произвести впечатление на царедворцев. Сначала он был принят толмачом в Посольский приказ, затем ему был жалован двор на «земщине» с правом курить вино, варить пиво и ставить мёд. Вскоре его владения были выделены в опричнину, а сам Штаден, нашедший себе влиятельных друзей и покровителей, был поставлен во главе небольшой дружины. Вместе с другими опричниками он участвовал в походе на Новгород зимой 1569—1570 годов и вернулся с огромной добычей, совершив немало набегов на сёла и монастыри. Штадену было жаловано имя Андрея Володимировича (его отца звали Вальтер), он поставил себе в столице новые палаты и увеличил владения под Москвой. После нападения Крымского хана Девлета I Гирея на Москву (1572), при пересмотре поместных и вотчинных дач, Штаден лишился своих имений. Он покинул столицу, завёл мельницу в Рыбной слободе, но вскоре уехал в Поморье (1574—1575), где занимался выгодной меховой торговлей. Побывал в Вологде, Белоозере, Каргополе и Коле. В 1576 году на иностранном корабле покинул Россию и перебрался в Голландию. Всего он прожил в Русском государстве около 12 лет (с 1564 по 1576 год), из них около шести лет провёл в опричнине.

## В странах Западной Европы
Вернувшись в 1576 году в западноевропейские земли, он побывал в разных городах Священной Римской империи, а также в Швеции, наконец, он явился в Вогезы, в Люцельштейн, резиденцию пфальцграфа Георга Иоганна I. Представленный пфальцграфу, Штаден очень заинтересовал его своими рассказами и по его поручению составил описание Московии (конец 1577—1578 год) под названием «Страна и правление московитов, описанные Генрихом фон Штаденом» (Moscowiter Land und Regierung Beschriben durch Henrichen von Staden). Это сочинение является весьма ценным и во многом уникальным описанием России XVI века. Несмотря на искренность, автор в описаниях Московской Руси был достаточно пристрастен и считал московитов нехристями, а Ивана Грозного — «ужасным тираном». К сочинению был приложен проект военной оккупации Московии от Колы и Онеги, послуживший в 1578—1579 годах предметом оживленной дипломатической переписки пфальцграфа. В качестве его дипломатического агента Штаден принимал участие в посольствах к гроссмейстеру Тевтонского ордена Генриху, к польскому королю Стефану Баторию и к императору Рудольфу II (сентябрь 1578 — январь 1579 года). Император также заинтересовался проектом «обращения Московии в имперскую провинцию»; по его просьбе Штаден заново отредактировал описание страны, сам проект и автобиографию и преподнёс её в виде единой рукописи. После этого следы Генриха фон Штадена теряются.

## Изучение и критика записок Штадена о Московии
Сочинения Штадена введены в научный оборот лишь в 1917 году, в 1925 переведены на русский язык. Их достоверность не принимается безоговорочно и до сих пор служит предметом научных дискуссий.
Академик С. Б. Веселовский относился к «Запискам о Московии» весьма критически. Ленинградский историк Д. Н. Альшиц, сопоставив текст Штадена с историческими реалиями эпохи, пришёл к выводу, что тот вообще не состоял в опричнине, но лишь выдавал себя за опричника, дабы повысить свой статус в глазах императора Рудольфа — своего покровителя и адресата записок о Московии. По мнению Альшица, многие сообщения Штадена о Руси Ивана Грозного напоминают небылицы Мюнхгаузена. С этим мнением спорит Р. Г. Скрынников, обосновывающий достоверность книги Штадена. Б. Н. Флоря рассматривает сообщение Штадена о боярском заговоре с целью возвести на русский престол Владимира Старицкого как достоверное. В. Б. Кобрин даёт чрезвычайно высокую оценку достоверности сочинения Штадена:

К числу положительных качеств его записок как источника относится то, что их автор настолько лишён морали, что не стыдится никаких самых мерзких своих поступков, не пытается как-то себя приукрасить. Отсюда редкая достоверность его воспоминаний.— 
Поэт Владислав Ходасевич назвал Штадена «Радеком XVI века».

## Образ Генриха фон Штадена в кино
- «Иван Грозный» — художественный фильм 1944 года, последний фильм кинорежиссёра Сергея Эйзенштейна. В роли Андрея Штадена — Олег Жаков.
- «Царь» (Россия; 2009) режиссёр Павел Лунгин, в роли Андрея Штадена — Вилле Хаапасало.